# 矢島脩三
矢島 脩三（やじま しゅうぞう、1933年〈昭和8年〉12月6日 - 2024年〈令和6年〉9月13日）は、日本の計算機科学者。京都大学名誉教授。学位は工学博士（京都大学・1964年）位階勲等は正四位瑞宝中綬章。

## 経歴・人物
1956年（昭和31年）に京都大学工学部電気工学科を卒業、1958年（昭和33年）同大大学院工学研究科電気工学専攻修士課程を修了。
博士課程1年生の時、日立製作所戸塚工場に派遣され、前田憲一を代表者とした京都大学ディジタル型万能電子計算機第1号KDC-Iの開発に参画する。同機は1961年（昭和36年）に発足した京都大学の計算センターにて約15年に渡り運用された。
のち京都大学工学部助手、講師、助教授を経て1971年（昭和46年）からは情報工学科論理回路講座の担任教授となった。この間、1964年（昭和39年）6月に、京都大学から工学博士号を取得した。1976年（昭和51年）には住友電工と共同で光ファイバ計算機ネットワークLABOLINKを、1977年には関係データベースシステムARISを開発した。
さらに、1987年（昭和62年）頃から論理CADに関連した論理関数二分決定グラフの研究に従事した。
その後、1997年（平成9年）3月に京都大学を定年退官し、同年4月から関西大学総合情報学部教授となり総合情報学研究科長等を務め、2004年（平成16年）3月に定年退職した。電子情報通信学会フェロー、IEEE終身フェロー。また、1978年から1979年にかけて情報処理学会理事、常務理事、IFIP国内委員会委員長などを務めた。
2013年（平成25年）秋の叙勲で、瑞宝中綬章を受章した。
2024年（令和6年）9月13日、死去。90歳没。死没日付で正四位に叙された。